# Bras (Libramont-Chevigny)
Bras (Waals: Brå-dlé-Libråmont) is een dorp in de Belgische provincie Luxemburg en een deelgemeente van Libramont-Chevigny. Bras ligt zo'n zes kilometer ten noorden van het centrum van Libramont. Bras bestaat uit Bras-Bas en Bras-Haut, die zo'n kilometer van elkaar liggen. In de deelgemeente ligt ook het dorp Séviscourt, zo'n twee kilometer ten zuiden van Bras-Bas. Door Bras stroomt de Lhomme.

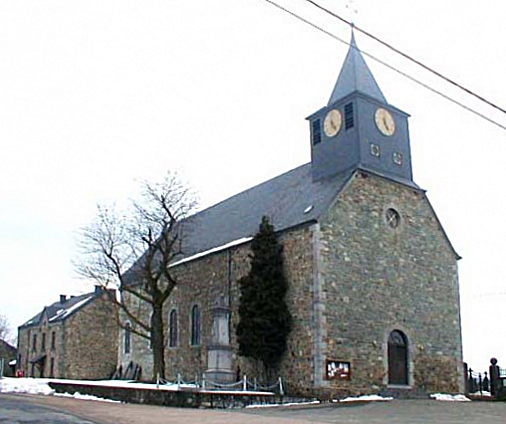
De kerk van Bras

## Geschiedenis
In het ancien régime lagen hier al Bras-Bas en Bras-Haut. Op de Ferrariskaart uit de jaren 1770 zijn deze plaatsen weergegeven als Haute Bras in het noorden en Basse Bras in het zuiden. Op het eind van het ancien régime werden de plaatsjes samengevoegd in een gemeente (Haute-et-Basse-Bras). In 1823 werd de aangrenzende gemeente Séviscourt opgeheven en bij Bras gevoegd. In 1977 werd Bras een deelgemeente van Libramont-Chevigny.

## Demografische ontwikkeling
- Bronnen:NIS, Opm:1831 tot en met 1970=volkstellingen, 1976= inwoneraantal op 31 december

Deelgemeenten: Bras · Freux · Libramont · Moircy · Recogne · Remagne · Sainte-Marie-Chevigny · Saint-Pierre

Overige dorpen en gehuchten: Bernimont · Bonnerue · Bougnimont · Chenet · Flohimont · Jenneville · Lamouline · Laneuville · Neuvillers · Nimbermont · Ourt · Presseux · Renaumont · Rondu · Sberchamps · Séviscourt · Wideumont

Belgische gemeenten · Arrondissement Neufchâteau · Luxemburg · Wallonië